# Оразалиева, Калжан
Калжан Оразалиева (каз. Қалжан Оразалиева; 1924 год, Казалинский уезд, Сырдарьинская область — 12 декабря 1995 года) — звеньевая колхоза «Казахстан» Казалинского района Кзыл-Ординской области, Казахская ССР. Герой Социалистического Труда (1949). Отличник сельского хозяйства Казахской ССР (1966). Депутат Верховного Совета Казахской ССР 3-го созыва.
Родилась в 1924 году в одном из населённых пунктов Казалинского уезда. Окончив 6 классов средней школы, трудилась на рисовых полях колхоза «Казахстан» (позднее — колхоз имени Муратбаева) Казалинского района. С 1945 года — звеньевая рисоводческого звена в этом же колхозе.
В 1949 году звено Калжан Оразалиевой собрало в среднем по 81 центнера рисового зерна с каждого гектара на участке площадью 5 гектаров. Указом Президиума Верховного Совета СССР от 20 мая 1949 года «за получение высоких урожаев пшеницы, риса, сахарной свёклы и картофеля в 1948 году» удостоена звания Героя Социалистического Труда с вручением ордена Ленина и золотой медали «Серп и Молот».
Избиралась депутатом Верховного Совета Казахской ССР III созыва (1951—1955) от Казалинского сельского округа.
Воспитала пятерых детей.
После выхода на пенсию проживала в Кызылординской области. Скончалась в 1995 году.
Награды
- Герой Социалистического Труда
- Орден Ленина
- Медаль Материнства 2 степени

Память
Её именем названа одна из улиц села Гани Муратбаева Казалинского района.